# Тодор Мумджиев
Тодор Иванов Мумджиев е български просветен и обществен деец.

## Биография
Роден е на 3 февруари 1863 година в Пазарджик. Баща му Иван Мумджиев създава една от първите големи свещарници в Пазарджик. По-малък брат е на Антон Мумджиев. Работи като помощник аптекар в аптеката на д-р Филджанджиян. По-късно учителства в Пазарджик, Пловдив, Бургас и Балчик. Народен представител е в Учредителното събрание в Търново. Близък съратник е на Захари Стоянов. Член е на Пазарджишкия районен комитет по време на Съединението. Доброволец в Трета хасковска дружина по време на Сръбско-българската война. През 1898 г. е директор е на третокласното училище в Балчик, през 1901 – 1902 г. – директор на Девическото училище в Пазарджик, а от 1904 до 1906 г. – на Мъжкото училище в града. След това е училищен инспектор в Пазарджик. Народен представител от Пазарджишка избирателна околия в Третото велико народно събрание. През 1924 г. е сред учредителите на Археологическо дружество „Бесапара“. Член е на Съюза на археологическите дружества в България. През 1907 г. е инициатор на създадения Комитет за увековечават паметта на Константин Величков, а през 1912 г. – на Комитета за подпомагане на новопокръстените християни. Негов син е архитект Костадин Мумджиев. Умира на 10 октомври 1940 г.
Пише „Спомени по Съединението“ (1915), „Списък на българските учители в Пазарджик от 1820 до 1876 г.“ (1906), "История на църквата „Успение Пресвета Богородица", „Описание на здравеопазването в Пазарджик“ и пътеписа „Катастрофата с метеора и една екскурзия от Балчик до Калъчкьой и назад“.